# Breuil-Chaussée
Breuil-Chaussée is een plaats en voormalige gemeente in het Franse departement Deux-Sèvres in de regio Nieuw-Aquitanië.

## Geschiedenis
Op 1 januari 1973 fuseerde Breuil-Chaussée met de gemeente Bressuire in een fusion-association. Dit hield in dat Breuil-Chaussée als commune associée nog enige mate van zelfstandigheid behield. Op 28 maart 2013 werd de status aangepast naar commune déléguée van de gemeente Bressuire, die daarmee de status van commune nouvelle kreeg.

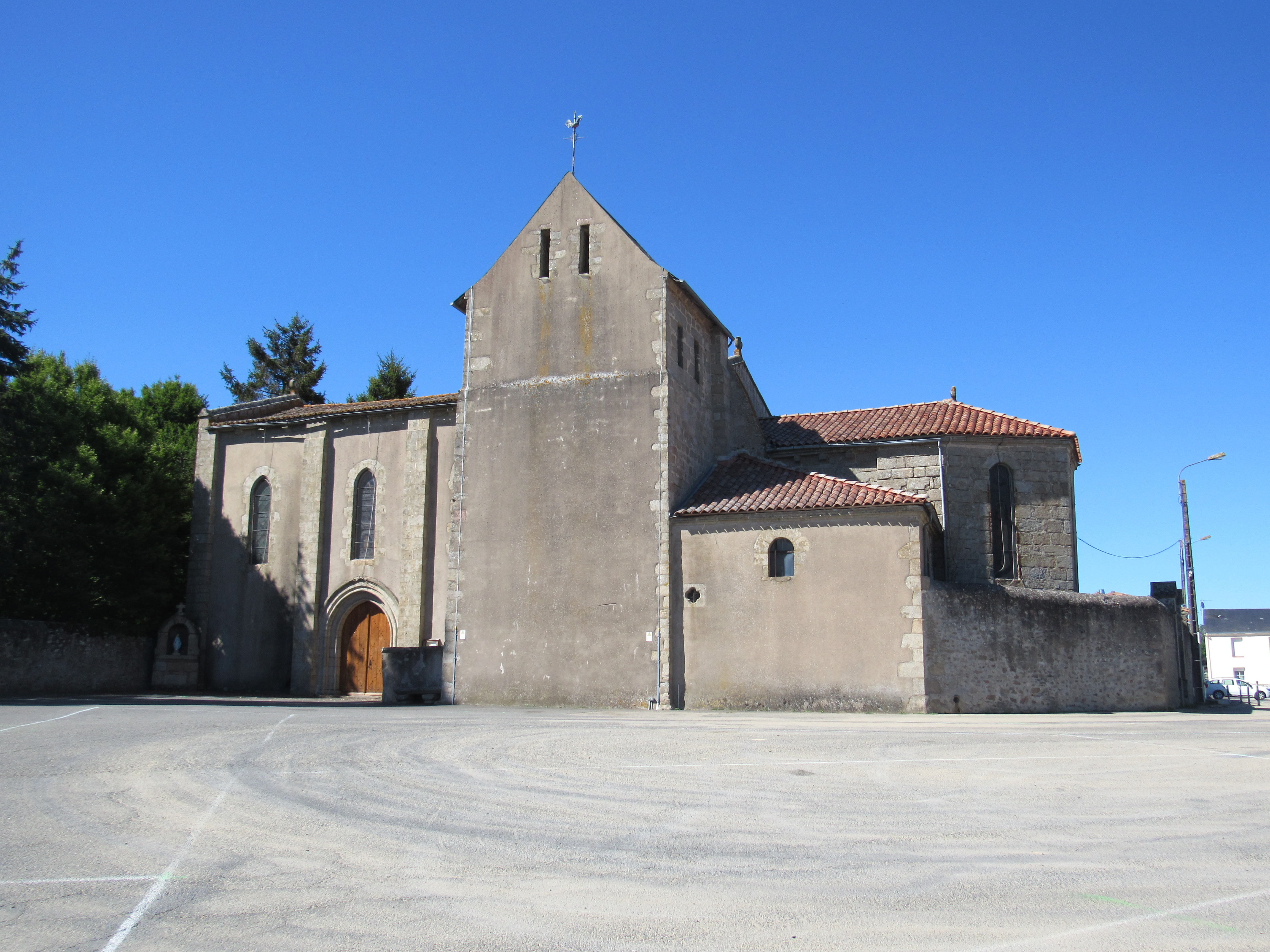
De kerk van Breuil-Chaussée

Beaulieu-sous-Bressuire · Bressuire · Breuil-Chaussée · Chambroutet · Clazay · Noirlieu · Noirterre · Saint-Sauveur · Terves